# Warcraft III
Warcraft III: Reign of Chaos (Warcraft: o Reinado do Caos), desenvolvido e lançado pela Blizzard Entertainment em 2002, e expandido em 2003 com Warcraft III: The Frozen Throne (Warcraft: o Trono de Gelo), é um jogo eletrônico de estratégia em tempo real com elementos de RPG, feito para PCs.
O Warcraft III apresentou uma mudança importante com relação às versões anteriores do jogo: unidades únicas, mais poderosas, chamadas "Heroes" (heróis). Um herói no jogo pode achar ou trocar itens mágicos para melhorar suas características e atributos, ao género dos RPGs. Os heróis podem também adquirir auras de proteção através de habilidades, que beneficiam unidades aliadas que estão próximas dele. Tal como nos RPGs, os heróis ganham experiência através de combate, subindo de nível, e desbloqueando novas habilidades ou melhorando aquelas que já possui.
Outra inovação são os creeps: criaturas controladas pelo computador, presentes mesmo em jogos multijogador. Eles guardam certas áreas do mapa. São aproveitadas para aumentar o nível do herói no início do jogo, já que ele ganha experiência e tesouros.
Warcraft III inclui um editor de mapas. Ele utiliza uma linguagem de script similar ao sistema de eventos de StarCraft, conhecido como JASS.

## Warcraft III: The Frozen Throne

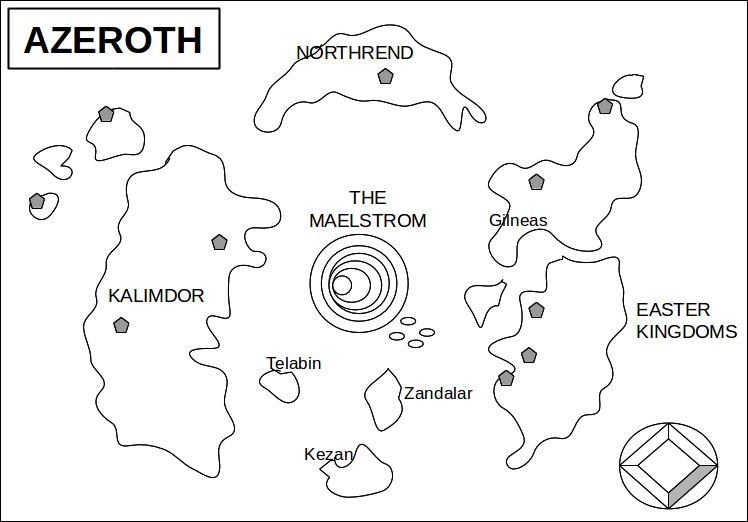
Mapa do mundo fictício de Azeroth, onde está ambientado o jogo e o universo de Warcraft.

Em 29 de maio de 2002, a Blizzard anunciou que a expansão Warcraft III: The Frozen Throne "foi a ouro", o que significa que o jogo foi preparado e enviado para a prensagem dos CDs. Foi lançado em todo o mundo e em várias línguas a partir de 1º de junho. Inclui um novo herói por raça, quatro campanhas, duas novas unidades por raça, cinco novos heróis neutros e algumas novas facilidades como enfileiramento de upgrades. Para jogar, é preciso possuir uma cópia do jogo normal, Reign of Chaos.
Periodicamente são lançadas novas versões de Warcraft III, inicialmente o jogo era vendido na versão 1.07, e a cada atualização são corrigidos erros de programação ("bugs") e de balanceamento do jogo. São adicionadas também correções quase invisíveis no visual do jogo e novos capítulos da campanha dos Orcs ("The Founding of Durotar").
A versão 1.26, lançada em 1 de março de 2011, essa versão é geralmente utilizada para partidas on-line do próprio Warcraft III, ou de mapas criados por terceiros, sendo o Dota All-stars o mais conhecido mundialmente. Essa versão apresenta diversas melhorias de balanceamento e algumas novas opções, como salvar replays automaticamente.
Em 4 de abril de 2017, a Blizzard decidiu atualizar o jogo mais uma vez, lançando a versão 1.28, adicionando várias atualizações importantes, além de balanceamentos. Essa atitude foi a marca de reavivamento da série pela empresa.
De 2012 a 2017 a Blizzard disponibilizou a versão de Warcraft III em seu site para download, onde era possível instalar o jogo assim como a versão antiga distribuída em mídia física (CD’s); essa versão foi intitulada de Legacy e continua disponível para download na área de "Classic Games". Sendo que o aplicativo instalador atual automaticamente atualiza o jogo enquanto o configura para rodar como Warcraft III: Reforged.
Em 21 de fevereiro de 2018, a Blizzard lançou uma nova atualização, com novas funcionalidades, suporte nativo para widescreen, suporte para jogos com até 24 jogadores e muitas outras coisas. Até o momento (7 de maio de 2018), o jogo tem recebido atualizações constantes para correção de problemas e implementação de novas funcionalidades.

### Warcraft III: Battlechest
A Blizzard lançou no mesmo ano do lançamento de Warcraft III: The Frozen Throne o pacote Warcraft III: Battlechest contendo o jogo Warcraft III: Reign of Chaos com sua expansão Warcraft III: The Frozen Throne.

## Warcraft III: Reforged
Na BlizzCon 2018, Blizzard anunciou uma versão remasterizada de Warcraft III intitulada Warcraft III: Reforged, que contaria com modelos de personagens refeitos e gráficos melhorados, para ser lançado em 2020. De acordo com o artista Brian Souza e o produtor Pete Stillwell, algumas partes da história do Reforged foram mudadas para sincroniza-la com o que foi estabelecido em World of Warcraft. A Blizzard também contratou o novelista Christie Golden, que escreveu alguns livros sobre o universo Warcraft, para garantir que a história dos jogos permaneça em sincronia entre os títulos, incluindo alguns retcons de alguns eventos do jogo e aumentando a participação das personagens Jaina Proudmoore e Sylvanas Windrunner, que se tornaram centrais na história de World of Warcraft. Stillwell também afirmou que Reforged vai balancear a jogabilidade.
Reforged acabou sendo um fracasso de público e crítica, com reclamações dos jogadores e analistas focando em bugs, downgrades gráficos e uma política de reembolso que foi tachada de "anti-consumidor". A Blizzard tentou se retratar e corrigir os erros, mas Warcraft III: Reforged acabou sendo um dos jogos mais mal avaliados da empresa.

## Facções
As quatro facções do jogo têm vantagens diferentes, desde a maneira de coletar os recursos (Ouro e Madeira) até os tipos de unidades, que são únicas por raça. Várias características são similares aos atributos raciais das facções de Starcraft. Os Night Elves, por exemplo, lembram os Terrans no aspecto de que suas construções podem levantar e se movimentar; também lembram os Zergs devido ao trabalhador ser sacrificado para criar a construção. Os Undead, tais como os Zergs, também corrompem o solo com suas construções, e a maioria das construções só podem ser feitas no solo contaminado.

## Campanhas
O modo Campanha do jogo é dividido em partes, onde cada parte enfoca uma das raças. Cada parte é, então, dividida em capítulos, que são como missões ou fases.

## Multijogador
No modo multiplayer, é possível além de jogar mapas do Warcraft III Reign of Chaos (ROC, como é popularmente conhecido) e da expansão The Frozen Throne (TFT) é possível jogar mapas customizados, que são feitos utilizando o editor de mapas. Os modos mais comuns de se conectar a outros são jogadores são pela Battle.net, GG-Game e Eurobattle

### Mapas

#### DotA All-stars (Defense of the Ancients)
É um mapa adaptado para combates entre heróis muito jogado em LAN Houses onde o Warcraft é muito popular. No início, você escolhe entre os Sentinels ou a Scourge. Você escolherá um herói para o combate. Note que há várias lojas com itens para ajudá-lo na luta. Depois de segundos de jogo, aparecerão unidades (creeps) que irão atacar a base inimiga, do outro lado do campo. (Sentinels no sudoeste, e a Scourge no nordeste do mapa). Você não pode controlar essas unidades, apenas seu herói. Mate as unidades do lado oposto e seu herói irá subir de nível e aprender habilidades próprias. Para vencer, a Scourge deverá destruir as Ancient Towers níveis 1, 2, 3, os defensores da World Tree, e a World Tree. Para os Sentinelas, eles deverão destruir as Spirit Towers níveis 1, 2, 3, as defensoras do Frozen Throne, e então destruir o Trono. O primeiro time a destruir a World Tree ou o Frozen Throne, ganha o jogo.
Nota: Este mapa só funciona na versão Frozen Throne, mas há versões adaptadas para ambas as versões, mas são bem antigas e difíceis de serem encontradas.

#### Island Defense (ID/Island)
É um jogo clássico bem conhecido, com um objetivo simples, sobreviver ao titã que é controlado, por um jogador. Você faz parte de uma tribo de pequenos animais que devem sobreviver e acabar com o titã de uma vez por todas, que acorda em uma ilha com uma sede insaciável de destruição, com apenas um objetivo, obter reino total da pequena ilha fora do mapa. Aos defensores cabe apenas acabar com o titã, mas se o titã conseguir acabar com um dos defensores, ele se torna um mini-titã, ao lado de seu mestre. Esse pequeno titã pode ser controlado pelo jogador principal, dono do titã, ou o dono do defensor, dependendo apenas do que o titã principal quer.